# JFLAホールディングス
株式会社JFLAホールディングス（英: JFLA Holdings Inc.）は、 盛田株式会社などを傘下に置く持株会社である。本社は東京都中央区に置く。

## 概要
2007年1月にプライム・リンク（現・アスラポート プライム事業本部）の株式移転により設立。旧商号の「アスラポート」は、日本語の「明日（アス）」と、フランス語の「rapport（ラポール）=調和・信頼」に由来する。
2021年4月、ジャパン・フード&リカー・アライアンスを吸収合併した。

## 沿革
- 1995年（平成7年）9月 - 飲食ビジネスの店舗運営ノウハウの蓄積を目的として土屋晃（創業者）が株式会社プライム・リンクを設立。
- 2001年（平成13年）11月 - 大阪証券取引所ナスダック・ジャパン市場に株式を上場。
- 2006年（平成18年）8月 - 株式会社フーディアム・インターナショナルを子会社化。
- 2007年（平成19年）
  - 1月 - プライム・リンクの株式移転により株式会社アスラポート・ダイニング設立。大証ヘラクレス・スタンダード市場（現・JASDAQ）に株式上場。
  - 3月 - プライム・リンクの会社分割により、フーディアム・インターナショナルが直接子会社となる。
  - 7月 - 株式会社ゲンジフーズが連結子会社となる。
  - 8月 - 株式会社とり鉄が連結子会社となる。
- 2009年（平成21年）
  - 3月 - 酒類販売の阪神酒販が、投資会社であるHSIグローバル株式会社を通じて当社を子会社化。
  - 11月 - フーディアム・インターナショナルの保有全株式を譲渡。
- 2010年（平成22年）2月 - ゲンジフーズの保有全株式を譲渡。
- 2012年（平成24年）2月 - 株式会社フードスタンドインターナショナルが連結子会社となる。
- 2013年（平成25年）
  - 9月 - 株式会社弘乳舎が連結子会社となる[1]。
  - 12月 - 株式会社スイーツデザインラボよりロールケーキ「GOKOKU」5店舗およびチーズケーキ「Gフロマージュ」2店舗の事業を譲受[2]。
- 2014年（平成26年）9月 - レゾナンスダイニング株式会社が連結子会社となる。
- 2015年（平成27年）
  - 4月 - 茨城乳業株式会社が連結子会社となる。
  - 6月 - ジャパン・フード&リカー・アライアンス株式会社と資本業務提携[3]。
  - 8月 - 株式会社TOMONIゆめ牧舎が連結子会社となる。
  - 10月 - 九州乳業株式会社及びみどり九州協同組合が連結子会社となる。
- 2016年（平成28年）
  - 3月 - 株式会社フジタコーポレーションと業務資本提携し、同社株式の約25%を取得[4]。HSIグローバルからラーメン店チェーン「どさん子」などを傘下に置く株式会社DSKグループの株式を取得し、連結子会社化[5]。
  - 4月 - 株式会社神明ホールディング（現・神明ホールディングス）と資本業務提携を行い、同社及びアサヒビールに第三者割当増資を実施。HSIグローバルから独立[6][7]。
  - 5月 - 神明ホールディングおよびアサヒビールへの第三者割当増資に伴い、阪神酒販から独立。
  - 12月 - 株式会社小僧寿しと資本・業務提携を締結。同時に、小僧寿しの株式すべてを取得し、同社の筆頭株主となる[8]。
- 2017年（平成29年）
  - 4月 - 株式会社とり鉄が、株式会社プライム・リンク、レゾナンスダイニング株式会社、株式会社どさん子を吸収合併。同社は合併後、株式会社アスラポートへ商号変更[9]。
  - 7月 - 簡易株式交換により、株式会社モミアンドトイ・エンターテイメントを完全子会社化[10]。
  - 8月 - ジャパン・フード&リカー・アライアンスによる第三者割当増資を引き受け、同社を持分法適用関連会社とする[11]。
  - 11月 - 株式会社フルッタフルッタによる第三者割当増資を引き受け、同社を持分法適用関連会社とする[12]。
- 2018年（平成30年）
  - 6月 - 子会社の株式会社十徳が、株式会社ジェイアンドジェイの海鮮居酒屋事業を譲受[13]。
  - 7月 - 連結子会社である株式会社ドリームコーポレーションが、同じく当社の連結子会社であるモミアンドトイ・エンターテイメント及びフードスタンドインターナショナルを吸収合併し[14]、株式会社アルテゴに商号変更した。
  - 8月 - 株式交換によりジャパン・フード&リカー・アライアンスを完全子会社化。同時に、株式会社JFLAホールディングスへ商号変更[15][16][17]。
- 2019年（令和元年）12月 - Riem Becker SASの株式の一部を譲渡。
- 2020年（令和2年）
  - 3月 - 炭火焼肉酒家「牛角」のエリアフランチャイズ本部事業・直営事業・マーチャンダイジング事業を譲渡。
  - 4月 - モリヨシ株式会社を連結子会社化。
- 2021年（令和3年）
  - 4月 - 完全子会社のジャパン・フード&リカー・アライアンスを吸収合併[18]。
  - 11月 - 東栄貿易株式会社を連結子会社化。
- 2022年（令和4年）
  - 3月 - 株式会社栄喜堂の株式を取得し、同社を子会社化。
  - 7月 - 旧・アスラポートの飲食店経営事業を新・アスラポートに譲渡。また、新・アスラポートの全株式を小僧寿しに譲渡[19]。
- 2023年（令和5年）
  - 1月 - 盛田が、加賀の井酒造をはじめとする酒造会社10社の株式を株式会社伝統蔵に譲渡[20]。
  - 5月 - Atariya-Ishimitsu UK Limitedを設立。
  - 8月 - 株主優待を休止。2023年3月権利確定分をもって「500株以上を保有する株主に年2回、保有株数に応じてカタログギフト（自社グループ会社提供の高級食材、食事券などを掲載）を贈呈」していた株主優待を休止し、2026年3月末まで「当面見送り」されることとなった[21]。
  - 9月 - 九州乳業、盛田など子会社10社と共に地域経済活性化支援機構による支援が決まる[22]。

## グループ会社と運営ブランド

### 販売事業
- 株式会社ルパンコティディアンジャパン
- 株式会社LCAD
- 株式会社アルテゴ
  - BAGEL&BAGEL（ベーグル）
  - CHELSEA CAFE（カフェ）
  - DRUNK BEARS（PUB)
  - OMG！CAFE（カフェ）
  - MOMI&TOY'S（クレープ）
  - たこばやし（たこ焼）
  - GOKOKU（ロールケーキ）
- 株式会社十徳
- 株式会社菊家
- 株式会社セルフィユ

### 流通事業
- 株式会社アルカン - 高級食材・ワイン輸入・水産加工品
  - アルカン ザール - 高級食材・ワインの日本への輸出（フランス現地法人）
- 東栄貿易株式会社

### 生産事業
- 株式会社弘乳舎（乳製品）
- 茨城乳業株式会社（乳製品）
- 九州乳業株式会社（乳製品）
- 株式会社TOMONIゆめ牧舎
- 株式会社平戸屋
- 株式会社プリマ・パスタ
- 株式会社ASOジャパン
- 盛田株式会社 - 酒類醸造、食品・調味料等製造販売
  - 大連丸金食品有限公司 - 中国における醤油醸造販売
  - マルキン醤油株式会社 - ブランド価値向上のための支援活動
  - 忠勇株式会社 - ブランド価値向上のための支援活動
  - 株式会社マルシチ - ブランド価値向上のための支援活動
  - 加賀屋醤油株式会社 - ブランド価値向上のための支援活動
- 琉球ビバレッジ株式会社
- 株式会社ハイピース
- 株式会社栄喜堂（製パン業）
- 株式会社マイベストグラノーラ

### その他事業
- 株式会社DAH
  - ドームアスリートハウス（トレーニングジム）